# موتور حاجی اسلام
موتور حاجی اسلام یا موتورعبدالسلام فیض محمد روستایی در دهستان دومک بخش نصرت‌آباد شهرستان زاهدان استان سیستان و بلوچستان ایران است.

## جمعیت
بر پایه سرشماری عمومی نفوس و مسکن در سال ۱۳۹۵ جمعیت این روستا ۳۷ نفر (۷خانوار) بوده‌است.